# Terms of Service; Didn’t Read
Terms of Service; Didn't Read (ToS;DR) — це проєкт спільноти, який має на меті проаналізувати та оцінити умови надання послуг (англ. terms of service скор. TOS) та політику конфіденційності основних інтернет-сайтів та сервісів. Кожен аспект TOS або політики конфіденційності оцінюється як позитивний, негативний або нейтральний. Сервіси оцінюються від A (найкращий) до E (найгірший) після того, як повний список кейсів буде переглянутий кураторами-волонтерами. Назва проєкту є грою на фразі «занадто довго; не читав» (англ. too long; didn't read).
Проєкт був заснований у червні 2012 року Хьюго Роаєм, програмістом Мішелем де Йонгом і дизайнером Яном-Крістофом Борхардтом. Його очолював Уго Рой, коли він був студентом права, з 2012 по 2015 рік. У 2020 році проєкт було відновлено більшою командою.
Проєкт пропонує розширення браузера для Google Chrome, Microsoft Edge, Apple Safari, Mozilla Firefox і Opera, яке показує оцінку та короткий опис політики конфіденційності, якщо вебсайт сумісний.

## Історія
Було відзначено кілька джерел натхнення для ToS;DR, включно з простими англійськими описами ліцензій Creative Commons, рейтингами енергоефективності ЄС та значками конфіденційності Ази Раскіна.